# Верхнесеребряковское сельское поселение
Верхнесеребряковское се́льское поселе́ние — муниципальное образование в Зимовниковском районе Ростовской области Российской Федерации.
Административный центр — слобода Верхнесеребряковка.

## Состав сельского поселения
| № | Населённый пункт   | Тип населённого пункта          | Население |
| - | ------------------ | ------------------------------- | --------- |
| 1 | Верхнесеребряковка | слобода, административный центр | 935       |
| 2 | Верхоломов         | хутор                           | 435       |
| 3 | Весёлый Гай        | хутор                           | 158       |
| 4 | Нижнежировский     | хутор                           | 75        |
| 5 | Озерский           | хутор                           | 164       |
| 6 | Петухов            | хутор                           | 196       |

## Население
| 2010  | 2012  | 2013  | 2014  | 2015  | 2016  | 2017  |
| ----- | ----- | ----- | ----- | ----- | ----- | ----- |
| 1963  | ↗1966 | ↘1946 | ↗1956 | ↘1953 | ↘1911 | ↘1829 |
| 2018  | 2019  | 2020  | 2021  |       |       |       |
| ↘1789 | ↘1742 | ↘1711 | ↘1688 |       |       |       |